# Altiphylax
Altiphylax is een geslacht van hagedissen dat behoort tot de gekko's (Gekkota) en de familie Gekkonidae.

## Naam en indeling
De wetenschappelijke naam van de groep werd voor het eerst voorgesteld door Mykola Mykolaiovych Shcherbak en Valery Konstantinovich Yeriomtschenko in 1984. Er zijn vijf soorten, de hagedissen werden eerder aan andere geslachten toegekend, zoals Tenuidactylus, Cyrtopodion, Gymnodactylus, Cyrtodactylus, Mesodactylus en Altigekko. Veel soorten werden eerder tot het geslacht Alsophylax gerekend.

## Verspreiding en habitat
De gekko's komen voor in delen van Azië en leven in de landen Rusland, Kirgizië, India, China, Pakistan en Afghanistan. De habitat bestaat uit rotsige omgevingen, woestijnen en verschillende typen bossen, scrublands en graslanden. Ook in door de mens aangepaste streken zoals landelijke tuinen kunnen de dieren worden aangetroffen.

## Beschermingsstatus
Door de internationale natuurbeschermingsorganisatie IUCN is aan alle soorten een beschermingsstatus toegewezen. Drie soorten worden gezien als 'veilig' (Least Concern of LC) en twee soorten als 'onzeker' (Data Deficient of DD).

## Soorten
Het geslacht omvat de volgende soorten, met de auteur, het verspreidingsgebied en de beschermingsstatus.
| Naam                  | Auteur                           | Verspreidingsgebied | Beschermingsstatus |
| --------------------- | -------------------------------- | ------------------- | ------------------ |
| Altiphylax baturensis | Khan & Baig, 1992                | Pakistan            |                    |
| Altiphylax levitoni   | Golubev & Shcherbak, 1979        | Afghanistan         |                    |
| Altiphylax mintoni    | Golubev & Szczerbak, 1981        | Pakistan            |                    |
| Altiphylax stoliczkai | Steindachner, 1867               | India, China        |                    |
| Altiphylax tokobajevi | Yeriomtschenko & Shcherbak, 1984 | Rusland, Kirgizië   |                    |